# Matteo Marinelli
Matteo Marinelli (XVIII secolo – 1772) è stato un pittore italiano attivo a Verona.
Fu discepolo del pittore Louis Dorigny. Di lui si conoscono solo due opere, una che si trovava presso la chiesa della Santissima Trinità in Monte Oliveto e un'altra, raffigurante San Gelasio Papa assiso in trono, per la chiesa di Sant'Eufemia, entrambe a Verona.